# Реберний граф
В теорії графів реберним графом L(G) неорієнтованого графа G називається граф L(G), що представляє сусідство ребер графа G.
Поняття реберного графа для цього графа настільки звісно, що незалежно було введено багатьма авторами. Звичайно, кожний з них давав свою назву: Оре назвав цей граф «графом, що суміжний», Сабідуссі — «графом похідної», Байнеке
 — «похідним графом», Сешу і Рід — «реберно-вершинно-двоїстим», Кастелейн — «графом, що покриває», Менон — «приєднаним» («пов'язаним»).
Одна з найперших та найважливіших теорем про реберні графи належить Вітні, який довів, що за одним винятком, структура графа G повністю визначається реберним графом. Іншими словами, за одним винятком, весь граф може бути відновлений з реберного графа.

## Формальне визначення
Нехай заданий граф G, тоді його реберний граф L(G)  — це такий граф, що
- будь-яка вершина графа L(G) являє ребро графа G.
- дві вершини графа L(G) суміжні тоді й лише тоді, коли їх відповідні ребра мають загальну вершину («суміжні») в G.

## Приклади

### Приклад побудови
Такий малюнок показує граф (ліворуч, з синіми вершинами) і його реберний граф (праворуч, із зеленими вершинами).
Кожна вершина реберного графа позначена парою номерів - вершин відповідного ребра у вихідному графі. Наприклад, зелена вершина праворуч з міткою 1,3 відповідає ребру ліворуч між блакитними вершинами 1 і 3. Зелена вершина 1,3 суміжна трьом іншим зеленим вершинам: 1,4, 1,2 (відповідної ребрам із загальною вершиною 1 в синьому графі) і 4,3 (відповідної ребрам із загальною вершиною 3 в синьому графі).

Граф G
Вершини L (G), створені з ребер графа G
Додані ребра в L (G)
Реберний граф L (G)

### Хордальні графи
Реберний граф повного графа Kn відомий як хордальний граф (або тріангульований граф). Важливою теоремою про хордальні графи є теорема, яка стверджує, що хордальний граф характеризується спектром, за винятком n= 8, коли є три інші графи з тим же спектром, що й у L(K 8). Винятки пояснені в перемиканні графів.

### Реберні графи опуклих багатогранників
Джерело прикладів реберних графів можна знайти в геометрії — для графів простих багатогранників.
Якщо побудувати реберний граф для графа тетраедра отримаємо граф октаедра. З графа куба отримаємо граф кубооктаедра. З графа додекаедра отримаємо граф ікосододекаедра, і т. д. Геометрично операція полягає у відсіканні всіх вершин багатогранника площиною, що перетинає всі ребра, пов'язані з вершиною, в їх середині.
Якщо багатогранник не простий (тобто має понад три грані на вершину), реберний граф НЕ БУДЕ плоским.

### Серединний граф
Серединний граф — це варіант реберного графа для плоского графа. У серединному графі дві вершини суміжні в тому, і лише в тому випадку, коли відповідні ребра вихідного графа є двома послідовними ребрами деякої області плоского графа.
Для простих багатокутників серединний і реберний граф збігаються, але для складних багатокутників серединний граф залишається плоским.
Так, серединні графи куба і восьмигранника ізоморфні графа кубооктаедра, а серединні графи дванадцятигранника й ікосаедра ізоморфні графа ікосододекаедра.

## Властивості
Властивості графа G, залежні лише від суміжності ребер, можуть бути переведені в еквівалентні властивості графа L(G), залежні лише від суміжності вершин.
Наприклад, парування в G — це множина дуг, жодна з яких не суміжна з іншою, та відповідна множина вершин в L(G), жодна з яких не суміжна з іншою, тобто, незалежна множина вершин.
Отже,
- реберний граф зв'язного графа зв'язний. Якщо G зв'язний, він містить шлях, що з'єднує будь-які два його ребра, який перекладається в шлях графа L (G), що містить будь-які дві вершини графа L(G). Тим не менш, графа G, який містить ізольовані вершини, а тому незв'язні, може відповідати зв'язний реберний граф.
- завдання про максимальну незалежну множину для реберного графа відповідає завданню знаходження максимального парування у вихідному графі.

Оскільки максимальне парування може бути знайдено за поліноміальний час, то й максимальна незалежна множина реберного графа може бути знайдена за поліноміальний час всупереч труднощам пошуку такої множини для більш загальних сімейств графів.
- реберне хроматичне число графа G дорівнює вершинному хроматичному числу його реберного графа L(G).
- реберний граф реберно-транзитивного графа є вершинно-транзитивним графом.
- якщо граф G має Ейлерів цикл, тобто G зв'язаний і має парне число ребер у кожній вершині, то його реберний граф є гамільтоновим графом. (Проте не всі Гамільтонові цикли в реберному графі виходять з Ейлерових циклів.)
- реберний граф не має клешень, тобто породжених підграфів у вигляді трьох листків.
- реберний граф дерева є блоковим графом без клешень.

## Характеристики та розпізнавання

Дев'ять мінімальних нереберних графів із характеристик Байнеке (Beineke) заборонених підграфів реберних графів. Граф є реберним тоді і лише тоді, коли він не містить жоден з цих дев'яти графів, як породжений підграф.

Граф G є реберним графом якого-небудь іншого графа в тому й лише в тому випадку, коли можна знайти набір клік в G, які розбивають дуги графа G так, що кожна вершина G належить в точності двом клікам. Може статись, що для досягнення цього буде потрібно окремі вершини виділити в кліки. За теоремою Вітні, якщо G не є трикутником, може бути лише одне розбиття такого роду. Якщо розбиття існує, ми можемо побудувати граф, для якого G буде реберним графом шляхом створення вершини для кожної кліки та з'єднанням отриманих вершин ребром, якщо вершина належить обом клікам. Таким чином, за винятком {\displaystyle K_{3}} та {\displaystyle K_{1,3}}, якщо два реберних графи зв'язаних графів ізоморфні, то і графи ізоморфні.
Руссопоулос використовував це спостереження, як базис для лінійного за часом алгоритму розпізнавання реберних графів та реконструкції їх вихідних графів.
Наприклад, така характеристика може бути використана, щоб показати, що такий граф не є реберним:
У цьому прикладі ребра, що йдуть від центральної вершини 4-о ступеня вгору, вліво та вправо не містять загальних клік. Так, що будь-яке розбиття ребер графа на кліки повинно містити щонайменше одну кліку для кожного з цих трьох ребер, і всі три кліки перетинаються в центральній вершині, що порушує умову, щоб кожна вершина належала в точності двом клікам. Таким чином, показаний граф не може бути реберним графом.
Інша характеристика графа була доведена Байнеке (і була згадана без доведення раніше ним же).
Він показав, що є дев'ять мінімальних графів, які не є реберними, таких, що будь-який граф, що не є реберним, містить один з цих дев'яти графів як породжений підграф.
Таким чином, граф є реберним тоді і лише тоді, коли ніяка підмножина вершин не породжує один з цих дев'яти. У прикладі, наведеному вище, чотири верхніх вершини породжують клішню (тобто, повний двочастковий граф K 1,3), показаний вгорі ліворуч ілюстрації заборонених підграфів. Таким чином, за характеристикою Байнеке, цей граф не може бути реберним. Для графів зі ступенем вершин не менше 5 лише шість підграфів в лівому та правому стовпчиках малюнка можуть породжуватися графом. Цей результат схожий на результат для реберних графів гіперграфа.

## Повторення операції побудови ребрового графа
Руідж та Вільф розглянули послідовність графів
{\displaystyle G,\ L(G),\ L(L(G)),\ L(L(L(G))),\ \dots }
Вони показали, що для скінченного зв'язного графа {\displaystyle G} можливі лише чотири види поведінки цієї послідовності:
- Якщо {\displaystyle G} — циклічний граф, то {\displaystyle L(G)} і всі такі ізоморфні самому графу {\displaystyle G}. Це єдине сімейство зв'язних графів, для яких {\displaystyle L(G)} ізоморфно {\displaystyle G}.
- Якщо {\displaystyle G} — клішня {\displaystyle K_{1,3}}, то {\displaystyle L(G)} і всі такі графи є трикутниками.
- Якщо {\displaystyle G} — шлях, то кожний такий реберний граф — скорочений шлях, поки він не перетвориться в порожній граф.
- У всіх інших випадках розмір графів збільшується необмежено.

Якщо {\displaystyle G} незв'язний, то ця класифікація застосована до кожної окремої компоненти зв'язності графа {\displaystyle G}.

## Зв'язок з іншими родинами графів
Будь-який реберний граф не містить клешень.
Реберний граф двочасткового графа є досконалим (дивись теорему Кеніга).
Реберні графи двочасткових графів створюють один з ключових блоків, який використовується для доведення теореми про досконалі графи. Спеціальним випадком є турові графи, реберні графи повних двочасткових графів.

## Узагальнення

### Мультиграфи
Концепція реберного графа для графа G може бути природним чином поширена на випадок, коли G є мультиграфом, хоча в цьому випадку теорема Вітні про єдиність стає невірною. Наприклад, повний двочастковий графK1,n має той самий реберний граф, що й дипольний граф і мультиграф Шеннона з тим же числом ребер.

### Реберні орграфи
Можна також узагальнити реберні графи для орієнтованих графів.. Якщо G — орієнтований граф, то його орієнтований реберний граф або реберний орграф має одну вершину для кожної дуги з G. Дві вершини, відповідні дугам з u в v і з w в x з графа G пов'язані дугою з u v в w x в реберному орграфі, коли v=w. Таким чином, кожна дуга в реберному орграфі відповідає шляху довжиною 2 у вихідному графі. Графи де Брёйна можуть бути отримані шляхом багаторазової побудови орієнтованих реберних графів, починаючи з повного орграфа.

### Зважені реберні графи
Кожній вершині ступеня k у вихідному графі G створює k (k-1)/2 ребер у реберному графі L (G). Для багатьох видів аналізу це означає, що вершини високих ступенів уG представлені сильніше в реберному графі L (G). Уявімо, наприклад, випадкове блукання по вершинах вихідного графа G. По ребру e ми пройдемо з деякою ймовірністю f. З іншого боку, ребро e відповідає єдиній вершині, наприклад v, в реберному графі L (G). Якщо ми тепер здійснимо той же самий тип випадкового блукання по вершинах ребрового графа, частота відвідування v може виявитися зовсім відмінною від f. Якщо наше ребро e в G було пов'язане з вершинами ступеня O (k) , воно буде пройдено в O(k2) частіше в реберному графі L (G).
Таким чином, хоча теорема Вітні гарантує, що реберний граф майже завжди містить у собі закодовану топологію графа G, це не гарантує, що ці два графи мають прості динамічні зв'язки.
Одне з рішень цієї проблеми — створити зважений реберний граф, тобто, реберний граф, у якого ребра забезпечені вагою. Є декілька природних шляхів зробити це. Наприклад, якщо ребра d і e в графі G сполучені в вершині v, що має ступінь k, то в реберному графі L (G) ребру, що з'єднує дві вершини d і e можна приписати вагу 1/ (k-1) . Таким самим чином будь-яке ребро графа G (якщо лише воно не пов'язане з вершиною ступеня '1') матиме вагу 2 в реберному графі L (G), що відповідає двом кінцям ребра в G.

### Реберні графи гіперграфів
Ребра гіперграфа можуть формувати будь-які сімейства множин, так що реберний граф гіперграфа — це те ж саме, що й граф перетинів множин сімейства.